# Río Serrano
El río Serrano, es un corto río costero de Chile que se encuentra en la Provincia de Última Esperanza, en la XII Región de Magallanes y de la Antártica Chilena. Tiene una longitud de 38 kilómetros pero, con alguna de sus fuentes —río de las Chinas, de 105 km—, supera ampliamente los 140 kilómetros.
La cuenca del río Serrano es del tipo trasandino y de régimen mixto. Se forma con importantes derrames del Campo de Hielo Sur y alcanza una extensión de 7347 km². De esta cuenca forman parte una serie de grandes y pequeños lagos concatenados o en paralelo. Una pequeña parte de la cabecera de esta cuenca está en Argentina.: 2 
(No confundir con el río del Oro que desemboca en la bahía San Felipe en la orilla sur del estrecho de Magallanes y que algunos mapas llaman "río Serrano" que es el nombre de uno de sus afluentes formativos.)

## Trayecto
Con 38 kilómetros de recorrido, el Serrano se genera a modo de desagüe del gran lago del Toro, en el extremo oeste de este; recorre serpenteando una extensa llanura aluvial, hasta desembocar en el seno Última Esperanza. Entre el Lago del Toro y su desembocadura, este río, recibe numerosos afluentes, uno de los más importantes tributarios es el río Grey (20 km), emisario del lago del mismo nombre, recibe más abajo y por la misma ribera, el emisario del lago Tyndall, el río Tyndall, casi conjuntamente con el río Geikie, que desagua en un par de lagos provenientes del ventisquero Tyndall.: 594 
La cuenca del lago Sarmiento es endorreica, pero es posible que este comunicada con el lago del Toro subterráneamente.: 23 
La cuenca del río Serrano es una de las hoyas hidrográficas naturales incluida entre las "cuencas costeras entre Seno Andrew, Río Hollemberg e islas al oriente", la número 122 del inventario de cuencas hidrográficas de Chile.

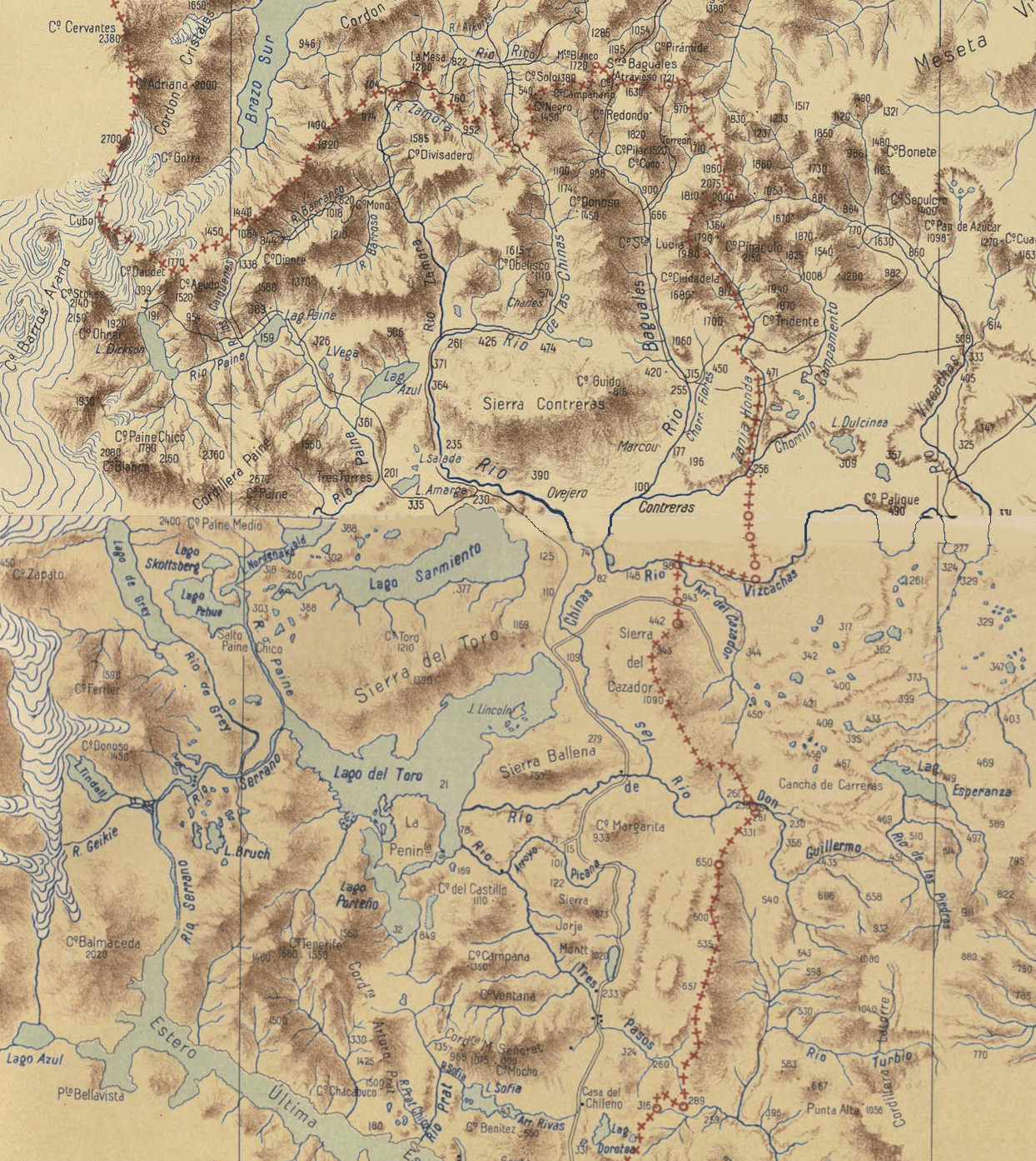
Cuenca del río Serrano en un compuesto de mapas elaborados por Luis Risopatrón en 1910.

## Caudal y régimen
El informe de la Dirección General de Aguas concluye de los registros fluviométricos hechos en el desagüe del Lago Toro que "muestra un régimen pluvio-glacio-nival, con gran influencia de la regulación que ejerce el lago Toro, con sus mayores caudales en primavera y verano, producto de los deshielos provenientes de los aportes de las cuencas del río de Las Chinas y del río Paine. En años húmedos y secos los mayores caudales se presentan entre noviembre y
abril, mientras que los menores lo hacen entre junio y septiembre.": 32–33 
De la misma manera deduce para la estación ubicada en la desembocadura del río: "se observa que esta estación muestra un marcado régimen glacio-nival, con los mayores caudales en los meses de verano, producto de los deshielos,portados por los ríos Grey, Tindall y Geike. En años húmedos y secos los mayores caudales ocurren entre diciembre y abril, mientras que los menores lo hacen entre junio y septiembre.": 32–33 

Curvas de variación estacional
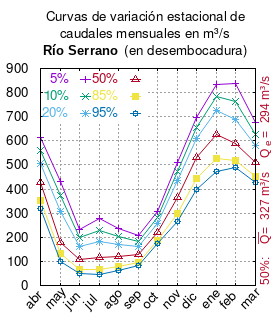
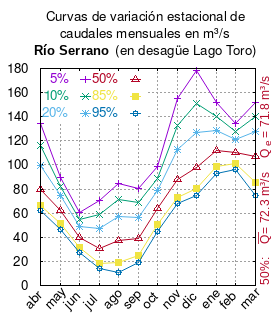

El caudal del río (en un lugar fijo) varía en el tiempo, por lo que existen varias formas de representarlo. Una de ellas son las curvas de variación estacional que, tras largos periodos de mediciones, predicen estadísticamente el caudal mínimo que lleva el río con una probabilidad dada, llamada probabilidad de excedencia. La curva de color rojo ocre (con {\displaystyle {\color {Red}\vartriangle }}) muestra los caudales mensuales con probabilidad de excedencia de un 50%. Esto quiere decir que ese mes se han medido igual cantidad de caudales mayores que caudales menores a esa cantidad. Eso es la mediana (estadística), que se denota Qe, de la serie de caudales de ese mes. La media (estadística) es el promedio matemático de los caudales de ese mes y se denota {\displaystyle {\overline {Q}}}. 
Una vez calculados para cada mes, ambos valores son calculados para todo el año y pueden ser leídos en la columna vertical al lado derecho del diagrama. El significado de la probabilidad de excedencia del 5% es que, estadísticamente, el caudal es mayor solo una vez cada 20 años, el de 10% una vez cada 10 años, el de 20% una vez cada 5 años, el de 85% quince veces cada 16 años y la de 95% diecisiete veces cada 18 años. Dicho de otra forma, el 5% es el caudal de años extremadamente lluviosos, el 95% es el caudal de años extremadamente secos. De la estación de las crecidas puede deducirse si el caudal depende de las lluvias (mayo-julio) o del derretimiento de las nieves (septiembre-enero).

## Historia
Luis Risopatrón lo describe en su Diccionario Jeográfico de Chile:: 841 
Serrano (Rio). Es caudaloso, nace en el estremo W del lago de El Toro, se dirije al SW, se encorva al S, corre entre bosques i se vacia en el estremo NW del estero Última Esperanza.